# Borriquito
Borriquito, coneguda popularment per la seva tornada «Borriquito como tú», és una rumba catalana en castellà escrita i composta per Peret que es publicà el 1971, juntament amb Qué cosas tiene el amor, en un senzill amb dues cançons editat per Ariola.

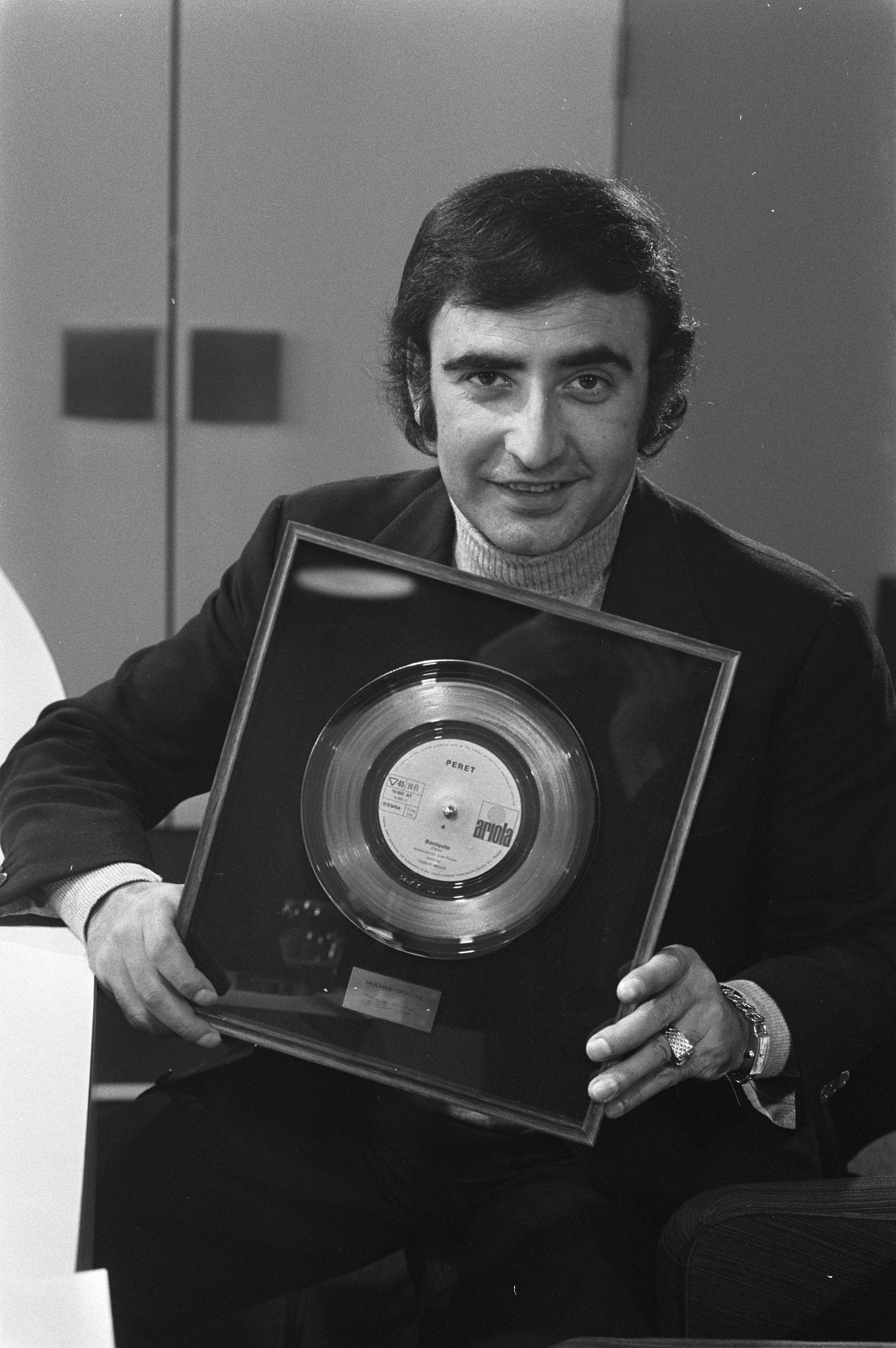
Peret en rebre un disc d'or pel Borriquito a Amsterdam, el 17/11/1971

La cançó, considerada una de les tres més famoses de l'autor, va obtenir molta repercussió internacional al tombant de la dècada de 1970, ja que en coincidir amb el boom turístic del moment a l'estat espanyol, els nombrosos turistes europeus que la conegueren la varen popularitzar en tornar a casa seva, especialment als Països Baixos (on fou número u a les llistes d'èxits durant 7 setmanes seguides), Alemanya (número u durant dues setmanes) i Suècia.
La cèlebre tornada «Borriquito como tú, que no sabes ni la U», contestada pels "palmeros" de Peret amb un onomatopeic «Tururú!», es repeteix 22 vegades a la cançó, per bé que a les actuacions en directe, corejada pel públic, el mataroní la podia arribar a repetir fins a 50 vegades. Amb aquesta tornada, el protagonista volia evidenciar que, a l'Espanya d'aquella època, era ridícul fer-se l'estranger per triomfar -com feien alguns artistes aleshores-, ja que en el fons els uns i els altres eren ruquets ("borriquitos").
En una entrevista publicada a la revista Interviú el gener de 1979, Peret va dir que el Borriquito era una cançó de protesta, però que ningú no la va entendre. Segons ell, als espanyols els agrada més el que ve de fora que allò que els és propi.